# Roure del Corp de Montardit
El roure del Corp de Montardit és un roure de fulla petita (Quercus faginea faginea) que es troba a Àger (Noguera)m i que és un dels exemplars de la seua espècie més grossos de tot Catalunya.

## Dades descriptives
- Perímetre del tronc a 1,30 m: 4 m.
- Perímetre de la base del tronc: 7,19 m.[1]
- Alçada: 20,5 m.
- Amplada de la capçada: 22 m.
- Altitud sobre el nivell del mar: 627 m.

## Entorn

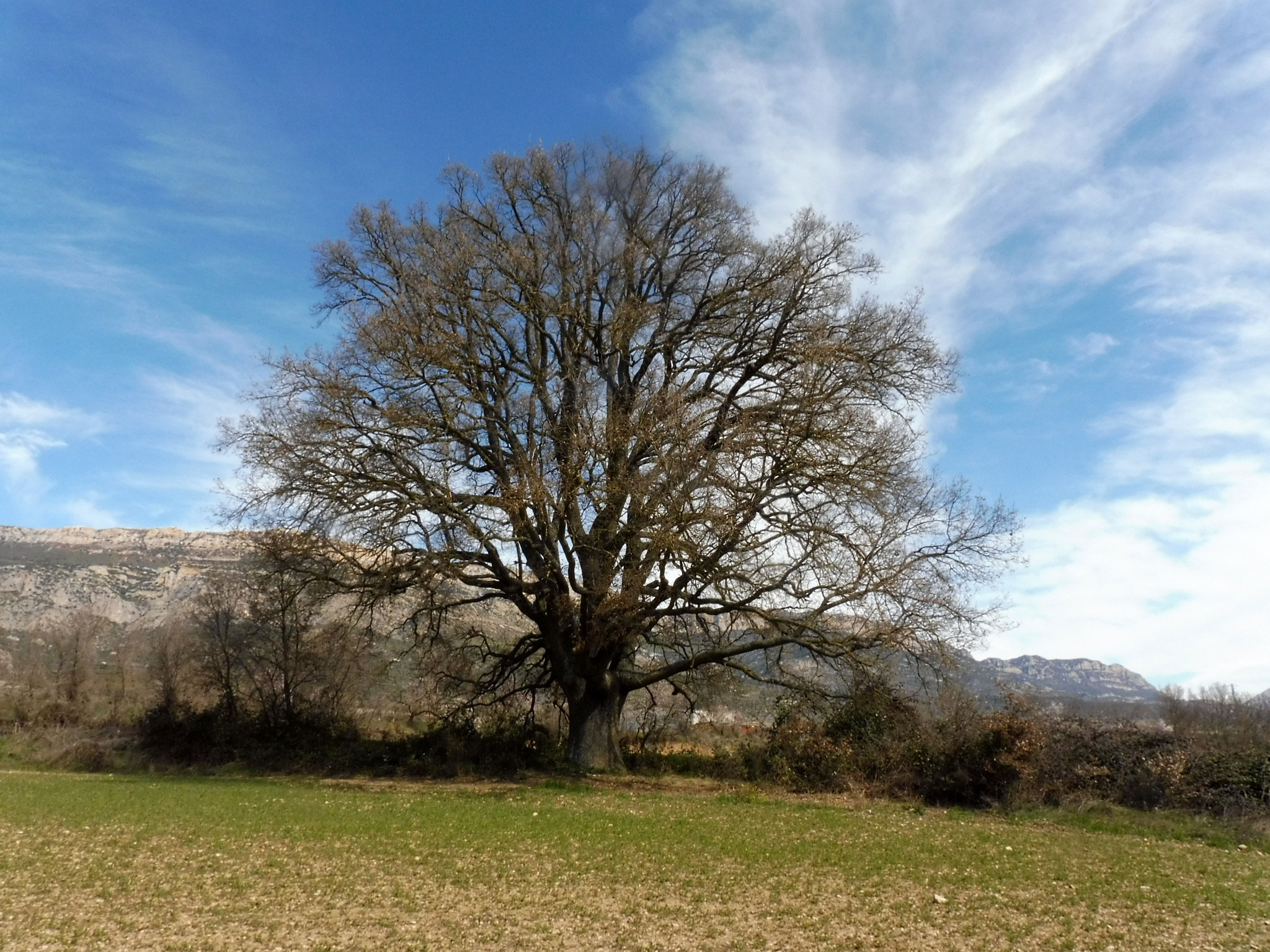
El roure en el seu entorn

Als peus del Montsec i amb els seus penya-segats de fons, l'arbre està situat molt a prop de la vila d'Àger, en una vora d'una feixa ampla de cereals de secà. L'única vegetació que l'acompanya són algunes espècies nitròfiles indicadores de l'activitat humana pròpia d'aquest tipus d'activitat primària. Pels voltants de l'arbre s'hi poden observar rastres de senglar. Són molt comuns el ratolí de camp i el talpó. A la capçada de l'arbre s'hi assolellen els tudons, mentre que l'extrem de les branques són freqüentades per mallerengues blaves.

## Estat general
És essencialment un arbre ben format, mostra un estat general bo i no s'aprecien alteracions destacables. La seua silueta globulosa s'imposa enmig d'un sistema de conreus. Té una capçada mitjana de 20 metres i es ramifica en 5 besses a 2,5 metres del terra.

## Curiositats
La forma és en corona: amb aquesta tècnica es retallen els brots extrems de la capçada, la qual cosa converteix l'arbre en un espai d'ombra i d'aixopluc (imprescindible per a les tasques agrícoles d'estiu, ja que a sota la capçada s'hi feia la migdiada i els àpats). Fou declarat arbre monumental l'any 1997.

## Accés
Des d'Àger, cal agafar la carretera C-12 en direcció a Balaguer. A un quilòmetre de la vila, a l'esquerra, hom observa una nau agrícola molt conspicua i, poc després, des de la mateixa carretera, es pot albirar el roure, el qual creix en una plana conreada amb cereal i en un petit remarge. GPS 31T 0313720 4652758.